# Gelimer vandál király
Gelimer (480 k. – 553) az utolsó vandál király 527 és 534 között.

## Hatalomra jutása
Geiserich ükunokája volt. 527-ben jutott trónra, miután Hilderichet letaszította a trónról. Emiatt I. Justinianus bizánci császár hadat indított ellene, azzal az ürüggyel, hogy Hilderich segítségére siet. Flavius Belisariust küldte Afrikába, mindössze 11 000 gyalogossal és 5 000 lovassal. A keleti gót királyné, Amalasuntha nagynénje, Amalafrida halála miatt támogatta a hadjáratot, és lehetőséget adott rá, hogy Szicíliából támogassák a hajókat.

## Háborúban Bizánccal
Belisarius hamar partra szállt és megindult a főváros, Karthágó felé. Szeptember 13-án a város előtt Gelimer útját állta, de elvesztette a csatát, így kénytelen volt a várost sorsára hagyni. Ő maga Numidiába menekült. Hogy megakadályozza annak lehetőségét, hogy a bizánciak ellenkirályt állítanak ellene, még a város átadása előtt kivégeztette Hilderichet. Belisarius nem vonult be azonnal Karthágóba, mert cselt gyanított abban, hogy a város kapuit nyitva találta, és hogy a lakosság mindenütt lámpát gyújtott és a vandálok templomokban imádkoztak. Másnap vonult csak be a városba, mikor a karthágóiak elhúzták a kikötőt lezáró láncokat. Belisarius elrendelte a katonáinak, hogy ne fosztogassák a várost, mert "oly sokat szenvedtek a vandálok igája alatt". Majd belépett a palotába, ahol Gelimer trónjára ült le.
Prokopiosz részletesen leírja, hogyan zajlott a Belisarius által tartott nagy ünnepség a vandál király palotájában. A még korábban Gelimer számára készült lakomát a görögök ették meg, és Gelimer szolgái hordták fel az ételt.
Gelimer veresége után az ariánus papság elmenekült, az ariánus lakosság nagy része pedig katolikus lett. A visszatért katolikus püspökök újraszentelték a templomokat, és újra feldíszítették őket azokkal a díszekkel, melyeket korábban elrejtettek. A Szent Ciprián bazilikában Karthágó püspöke celebrált hálaadó misét.
Belisarius elfoglalta a vandál királyok Hippo Regiusban őrzött kincstárát is. Tricameronnál újra ellenállást kísérelt meg Gelimer, de ezúttal is vereséget szenvedett (testvére Tzatzon is elesett az ütközetben), így kénytelen volt serege maradványaival behúzódni a numídiai hegyek közé, egy sziklafészekbe. Belisarius hadvezére, Farasz itt úgy körbekerítette őket, hogy szörnyű ínség közepette kellett tartsák magukat. Egy napon megjelent Fárász előtt Gelimer követe és így szólt: – "Uram, a király meg nem adja magát. Csupán egy jóságra kér, arra, hogy három tárgyat küldjél neki. Az egyik legyen egy darab szivacs, hogy felszárithassa vele a folyton patakzó könnyeit, a másik meg egy darab kenyér, hogy a kis öcscsének adhasson enni, mert már régóta nem evett, a harmadik pedig legyen egy hárfa, hogy annak a hangja mellett sirhassa el a keserveit."
A korabeli beszámolók szerint az vette rá Gelimert, hogy megadja magát, hogy egy nap látta amint egyik, még gyermek unokaöccse együtt ülve a földön egy egyszerű parasztgyerekkel, mohón leste, amint egy tűzhelyen valamiféle nyomorúságos étel sült. Egy idő után azonban nem bírtak várni és a kis herceg kivette a tűzből az ételt és úgy forrón elkezdte enni. Nemsokára azonban a parasztfiú kivette a kezéből és ette tovább. A gyermeknek ez a nyomorúsága úgy megrázta Gelimer lelkét, hogy keserves zokogásra fakadt, azután pedig kiüzent Fárásznak, hogy megadja magát. A diadalmas bizánciak oda állították a fővezér, Belisarius elé, ám ekkor az összetört vandál király a kétségbeeséstől és a keserves lelki kínoktól hangos, ijesztő kacagásra fakadt. A bizánciak megrettentek ettől az irtózatos kacagástól, és talán ez mentette meg Gelimer életét, mert azt hitték róla, hogy őrült, és az őrülteket Keleten valami felsőbb lélek megszállottjainak tekintették. Így megkegyelmeztek Gelimer életének, és 534 májusában Beliszár a vandálok palotájában talált rengeteg kinccsel együtt hajóra rakta és Konstantinápolyba vitette. Itt azonban a császár kegyelmes volt vele szemben: Justinianus a Vandalicus et Africanus címmel ruházta fel, bár Belisarius triumfusán gyalogosan kellett kísérnie a győztest. Egyszer megállt és keservesen így kiáltott fel: "Hiuságok hiusága! Minden csak hiuság ezen a világon!" Habár Gelimer többet haza nem térhetett, földet kapott Galatiában, itt is fejezte be életét. A császár még azt is megígérte neki, hogy római patríciussá teszi, ha áttér a katolikus hitre, de Gelimer nem engedett ennek a csábításnak, és élete végéig megmaradt ősi ariánus hitén.
Gelimer bukásával azonban a vandál nép is megbukott, bár a görögöknek még 15 évig számolniuk kellett elhúzódó felkelésekkel (548-ban került vissza Africa provincia a birodalom kereteibe). Észak-Afrika hosszú ideig a bizánciak kezére került, majd a 7. században elfoglalták az arabok. Ekkorra azonban a vandálok már eltűntek a történelem színpadáról.